# أولاد الحاج (أهل الدولة)
اأولاد الحاج هو دُوَّار يقع بجماعة كلدمان، إقليم تازة، جهة فاس مكناس في المملكة المغربية. ينتمي الدوّار لمشيخة اهل الدولة التي تضم 13 دوار. يقدر عدد سكانه بـ 417 نسمة حسب الإحصاء الرسمي للسكان والسكنى لسنة 2004.

## روابط خارجية
- البوابة الوطنية للجماعات الترابية
- المندوبية السامية للتخطيط